# Łuszcz strojny
Łuszcz strojny (Pheucticus ludovicianus) – gatunek małego, wędrownego ptaka z rodziny kardynałów (Cardinalidae). Nie wyróżnia się podgatunków.

## Morfologia
Długość ciała 18–20 cm; masa ciała: samce 36–63 g, samice 34–56 g.
Wierzch ciała czarny. Na piersi widoczny różowoczerwony trójkąt powiększający się wraz z wiekiem. Skrzydła oraz ogon z białymi plamkami. Boki, pokrywy podogonowe oraz brzuch białe. Spód skrzydeł różowy. Wierzch ciała samicy brązowy; na głowie widać jasne paski; spód skrzydeł w kolorze szafranu. Spód ciała szarobiały w brązowe kreski. Samiec podczas zimy jest podobny do samicy, ale pierś ma różową, skrzydła czarno-białe z różowym spodem. Młode samce są upierzone tak, jak dorosłe samce w zimie, z wyjątkiem koloru brązowego na skrzydłach i mniejszej ilości barwy różowej.

## Zasięg, środowisko
Liściaste zadrzewienia oraz zarośla w północno-środkowej, środkowej, północno-wschodniej oraz środkowo-wschodniej części Ameryki Północnej. Zimuje na Karaibach, od północno-wschodniego i zachodniego Meksyku na południe przez Amerykę Centralną do Kolumbii, Wenezueli i Ekwadoru; rzadko jeszcze dalej na południe aż po Peru i na wschód po Gujanę.

## Status
IUCN uznaje łuszcza strojnego za gatunek najmniejszej troski (LC, Least Concern) nieprzerwanie od 1988 roku. Organizacja Partners in Flight szacuje liczebność populacji lęgowej na około 4,1 miliona osobników. Trend liczebności populacji oceniany jest jako spadkowy.